# Locomotiva FS 193
Le locomotive gruppo 193 erano locomotive a vapore per treni merci, di rodiggio 0-3-0, pervenute dopo il 1918 alle Ferrovie dello Stato in seguito allo smembramento del parco rotabili della rete austriaca della Südbahn.

## Storia
Le locomotive provenivano dal parco rotabili della Südbahn che le aveva ordinate, soprattutto per la trazione dei treni merci, alla fabbrica di locomotive di stato austriaca StEG e successivamente dopo il 1860 anche alla Neustädter Lokomotivfabrik di Vienna e alla Maschinenfabrik di Esslingen raggiungendo la quantità complessiva di 205 locomotive entro il 1872. La serie inizialmente inquadrata nel gruppo 23, dopo il 1864 fu inserita nel nuovo gruppo 29. Le locomotive furono divise per ripagare i danni di guerra dopo la prima guerra mondiale. L'Italia ne ebbe assegnate 26 unità, quasi tutte di fabbricazione StEG, che vennero immatricolate nel gruppo 193 con numeri progressivi da 001 a 026.

## Caratteristiche
Le locomotive del gruppo ricalcavano un tipico progetto del tempo sviluppato sul modello delle locomotive francesi conosciute come "Bourbonnais" che si era rivelato costruttivamente affidabile e di grande semplicità.

## Corrispondenza locomotive ex SB e numerazione FS[3]
| Numero e gruppo FS | numero e gruppo SB | fabbrica | anno di fabbricazione | demolizione o alienazione |
| ------------------ | ------------------ | -------- | --------------------- | ------------------------- |
| 193.001            | 29.799             | StEg     | 1867                  | 1928                      |
| 193.002            | 29.800             | StEg     | 1867                  | ?                         |
| 193.003            | 29.801             | StEg     | 1867                  | ?                         |
| 193.004            | 29.802             | StEg     | 1867                  | ?                         |
| 193.005            | 29.803             | StEg     | 1867                  | ?                         |
| 193.006            | 29.804             | StEg     | 1867                  | ?                         |
| 193.007            | 29.806             | Sigl     | 1867                  | ?                         |
| 193.008            | 29.811             | Sigl     | 1867                  | ?                         |
| 193.009            | 29.812             | Sigl     | 1867                  | ?                         |
| 193.010            | 29.813             | Sigl     | 1867                  | ?                         |
| 193.011            | 29.784             | StEg     | 1866                  | ?                         |
| 193.012            | 29.785             | StEg     | 1866                  | ?                         |
| 193.013            | 29.786             | StEg     | 1866                  | ?                         |
| 193.014            | 29.787             | StEg     | 1866                  | ?                         |
| 193.015            | 29.805             | Sigl     | 1867                  | 1928                      |
| 193.016            | 29.788             | StEg     | 1866                  | 1928                      |
| 193.017            | 29.789             | StEg     | 1866                  | ?                         |
| 193.018            | 29.790             | StEg     | 1866                  | ?                         |
| 193.019            | 29.791             | StEg     | 1866                  | 1928                      |
| 193.020            | 29.792             | StEg     | 1866                  | ?                         |
| 193.021            | 29.793             | StEg     | 1866                  | ?                         |
| 193.022            | 29.794             | StEg     | 1866                  | ?                         |
| 193.023            | 29.795             | StEg     | 1866                  | 1928                      |
| 193.024            | 29.796             | StEg     | 1866                  | 1928                      |
| 193.025            | 29.797             | StEg     | 1866                  | 1928                      |
| 193.026            | 29.798             | StEg     | 1866                  | 1928                      |